# Mindelheimer Philosophiepreis
Der Mindelheimer Philosophiepreis ist eine Auszeichnung für Autoren von philosophischen Büchern für Kinder und Jugendliche, die von der Stadt Mindelheim und einer aus Schülerinnen und Schülern des Maristenkollegs Mindelheim bestehende Jury vergeben wurde.
Der Preis war mit 5000 Euro dotiert und stand unter der Schirmherrschaft von Weihbischof Anton Losinger.  Die erste Preisvergabe 2009 erhielt überregionale Beachtung mit Berichten unter anderem im Buchreport und im Börsenblatt. Der Preis wurde drei Male verliehen: 2009 an Stephen Law für das Buch Warum die Kreter lügen, wenn sie die Wahrheit sagen und andere Abenteuer der Philosophie. Eine Einleitung zum Denken, 2011 an Wolfram Eilenberger für das Buch Philosophie für alle, die noch etwas vorhaben und 2013 an Philipp Hübl für das Buch Folge dem weißen Kaninchen. Der Festakt sollte ursprünglich im Jesuitensaal stattfinden, wurde dann aber in den Silverstersaal verlegt. Seither wurde der Preis nicht mehr vergeben.